# Gaz de France Stars 2006
Il Gaz de France Stars 2006 è stato un torneo di tennis giocato sul sintentico indoor. È stata la 3ª edizione del Gaz de France Stars, che fa parte della categoria Tier III nell'ambito del WTA Tour 2006. Si è giocato a Hasselt in Belgio, dal 30 ottobre al 5 novembre 2006.

## Campionesse

### Singolare
Kim Clijsters ha battuto in finale  Kaia Kanepi con il punteggio di 6–3, 3–6, 6–4

### Doppio
Lisa Raymond /  Samantha Stosur hanno battuto in finale  Eléni Daniilídou /  Jasmin Wöhr con il punteggio di 6–2, 6–3